# Calliostoma halibrectum
Calliostoma halibrectum är en snäckart som beskrevs av Dall 1927. Calliostoma halibrectum ingår i släktet Calliostoma och familjen Calliostomatidae. Inga underarter finns listade i Catalogue of Life.